# Christoph Bernhard
Pour les articles homonymes, voir Bernhard.
Christoph Bernhard est un compositeur, maître de chapelle et théoricien de la musique allemand, né le 1er janvier 1628 probablement à Kolberg et mort le 14 novembre 1692 à Dresde.

## Biographie
Il reçoit ses premières leçons de musique à Dantzig (l'actuelle Gdańsk), ayant pour principaux professeurs Paul Siefert et Christoph Werner. En 1648, il devient chanteur à la chapelle de la cour royale de Dresde, où il fait la connaissance de Heinrich Schütz qui poursuit la formation du jeune musicien. Deux ans plus tard, il entreprend un voyage d'une année en Italie où il rencontre Giacomo Carissimi, maître de chapelle du Collegium Germanicum. Dès son retour il devient vice-maître de chapelle à Dresde, position qu'il gardera jusqu'en 1664. Son second voyage en Italie a lieu en 1656, cette fois-ci pour neuf mois.
En 1665, Bernhard prend le poste de directeur de musique et de Kantor de la Johannesschule à Hambourg, à la suite de Thomas Selle. De retour à Dresde, il récupère son ancien poste et devient éducateur et professeur de musique des princes de Saxonie. En 1680, il est nommé maître de chapelle.
On compte Christoph Bernhard parmi les meilleurs élèves de Heinrich Schütz, qui lui demande de composer un motet pour son propre enterrement. Il compose également un motet pour l'enterrement du poète et pasteur protestant Johann Rist.
Bernhard est l'auteur de plusieurs importants traités de musique au sujet du contrepoint, des règles d'ornementation et de figuration, ainsi que de la stylistique. Ses traités sont considérés comme un miroir de l'école de Schütz.

## Traités
- Von den doppelten Contrapuncten (Les doubles contrepoints)
- Ausführlicher Bericht vom Gebrauch der Con- und Dissonantien
- Tractatus compositionis augmentatus (Traité de composition d'après Heinrich Schütz)
- Von der Singekunst oder -manier (L'art et la manière du chant)

## Littérature
- Irenäus Totzke : Christoph Bernhard (1627/28-1692). Ein Schütz-Schüler aus Danzig. In : Westpreußen-Jahrbuch, Bd. 58 (2008),  (ISSN 0511-8484), S. 35-48.